# Rutger Bruil
Rutger Bruil (ur. 1 maja 1979 w Rotterdamie) – holenderski wioślarz.

## Osiągnięcia
- Mistrzostwa Świata – Monachium 2007 – dwójka bez sternika wagi lekkiej – 8. miejsce[1].
- Mistrzostwa Świata – Linz 2008 – ósemka wagi lekkiej – 3. miejsce[1].
- Mistrzostwa Świata – Poznań 2009 – ósemka wagi lekkiej – 3. miejsce[1].